# الحدود البرازيلية الفنزويلية

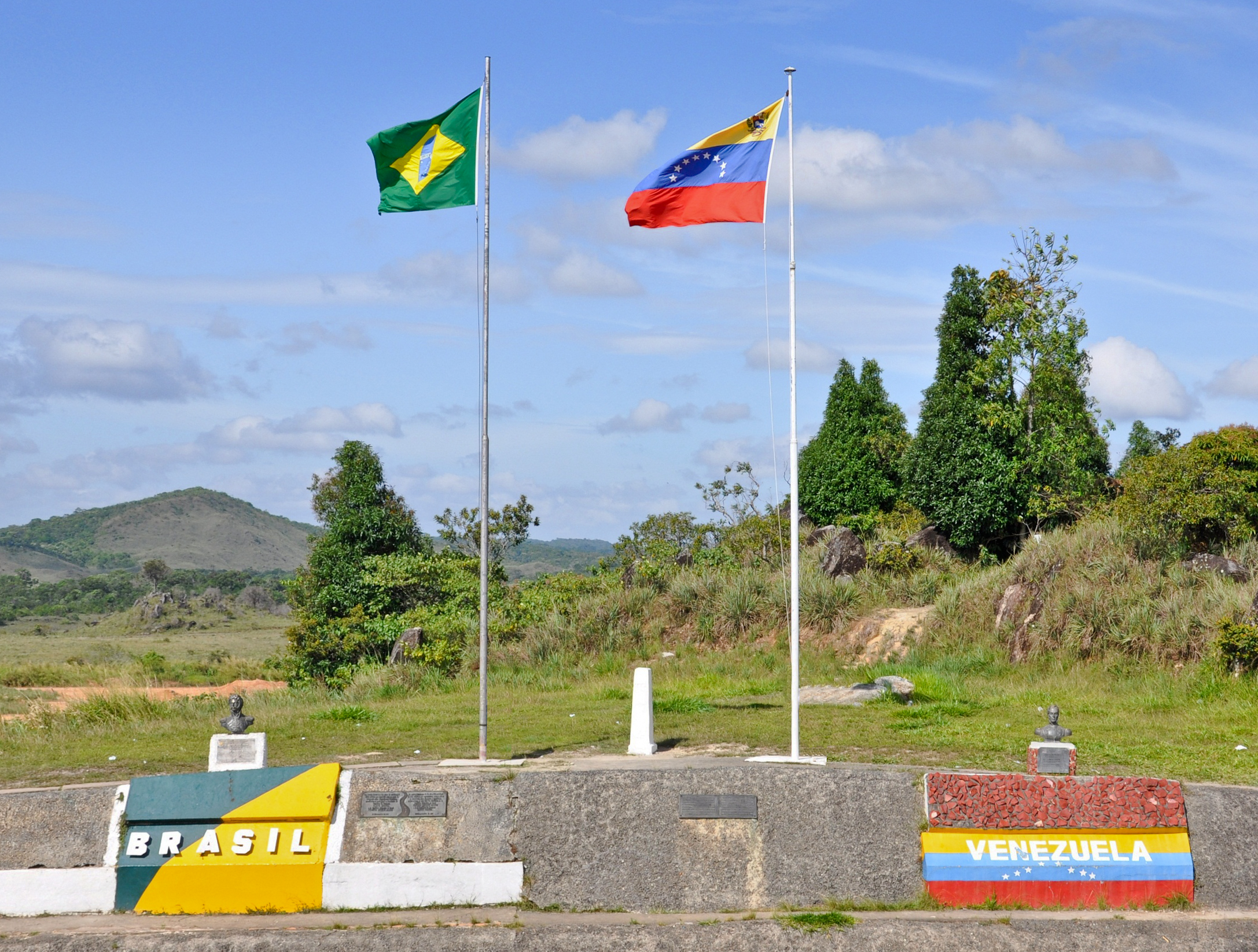
الحدود بين البرازيل وفنزويلا

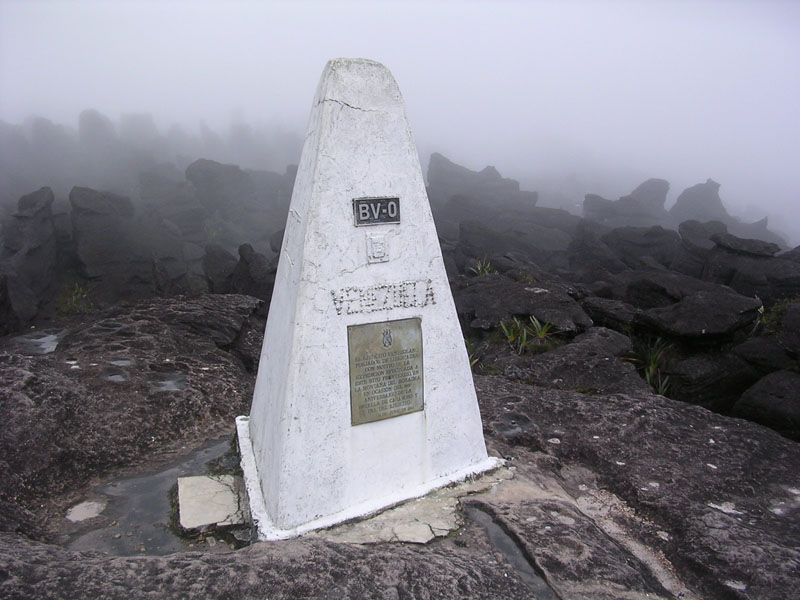
نقطة ثلاثية بين البرازيل وفنزويلا وغيانا وتقع على جبل رورايما

الحدود البرازيلية الفنزويلية هي الحد الفاصل بين أراضي البرازيل وفنزويلا. تم تحديدها بموجب معاهدة الحدود والملاحة النهرية في 5 مايو 1859 وصدق عليها بروتوكول عام 1929. تبدأ الحدود الجغرافية عند النقطة الثلاثية بين البرازيل وكولومبيا وفنزويلا عند كوكوي روك وتواصل في قناة ماتوراكا حتى شلال هوا؛ ثم تتبع خطًا مستقيمًا إلى قمة جبل سيرو كوبي. ثم تتبع قمة حد التصريف بين حوضي نهر أورينوكو والأمازون حتى نقطة الحدود الثلاثية بين البرازيل وغيانا وفنزويلا على قمة جبل رورايما، وبالتالي تمتد لما مجموعه 2,199 كيلومترًا 
لأن فنزويلا تدعي الجزء الغربي من غيانا باسم غويانا اسيكيبا، من وجهة نظر فنزويلية، تنتهي الحدود فقط عند منابع نهر إيسيكويبو في نطاق مابويرا، وبالتالي تغطي إجمالي طول 2850 كم. ومع ذلك، فإن مطالبات الفنزويليين بالمنطقة لم يتم الاعتراف بها رسميًا من قبل البرازيل، وتمارس غيانا سيطرة فعالة على المنطقة المتنازع عليها.
تقع الحدود المعترف بها دوليًا في الغالب في المناطق البرية النائية والتي يتعذر الوصول إليها، ولديها معبر طريق واحد فقط، بين مدينتي باكارايما (البرازيل) وسانتا إيلينا دي أويرن (فنزويلا)، حيث يتصل الطريق السريع الفيدرالي البرازيلي BR-174 من بوا فيستا وماناوس بالطريق الفنزويلي ترونكال 10 القادم من سيوداد غوايانا وكاراكاس.

## التطورات الأخيرة
شهدت رورايما، أقصى شمال البرازيل، تدفقاً كبيراً للمهاجرين الفنزويليين على طول حدودها في عام 2018. في 7 أغسطس / آب، طلبت الحكومة الإقليمية من المحكمة الاتحادية العليا للبرازيل إغلاق الحدود، وفي وقت لاحق من ذلك اليوم رفضت المحكمة الاتحادية العليا الطلب لأسباب دستورية. 
في 22 فبراير 2019، وسط أزمة الرئاسة الفنزويلية، أغلق الرئيس نيكولاس مادورو الحدود لمنع الوصول إلى فنزويلا برا. في مايو 2019، أعلنت الحكومة الفنزويلية إعادة فتح الحدود.

### جائحة فيروس كورونا 2020
في 16 مارس 2020، أغلق الرئيس جايير بولسونارو الحدود جزئيا مع فنزويلا بسبب جائحة فيروس كورونا للحد من انتشار الوباء مع تسجيل البرازيل 291 حالة إصابة مؤكدة وأول حالة وفاة. حث وزير الصحة لويس هنريك مانديتا على إغلاق الحدود بسبب انهيار النظام الصحي في فنزويلا.
في 17 مارس 2020، نفذت الحكومة الفنزويلية حجرًا صحيًا على مستوى البلاد بعد اكتشاف 16 حالة إصابة جديدة بفيروس كورونا الجديد، حسبما قال الرئيس نيكولاس مادورو، مضيفًا أن العدد الإجمالي للحالات في البلاد ارتفع إلى 33.